# 1354年
| 千纪： | 2千纪 |
| 世纪： | 13世纪 \| 14世纪 \| 15世纪                                                                                   |
| 年代： | 1320年代 \| 1330年代 \| 1340年代 \| 1350年代 \| 1360年代 \| 1370年代 \| 1380年代                             |
| 年份： | 1349年 \| 1350年 \| 1351年 \| 1352年 \| 1353年 \| 1354年 \| 1355年 \| 1356年 \| 1357年 \| 1358年 \| 1359年   |
| 纪年： | 甲午年（马年）；元至正十四年；徐壽輝治平四年；張士誠天佑元年；越南紹豐十四年；日本南朝正平九年，北朝文和三年 |

## 大事记
- 正月初一，朱元璋離開濠州，南略定遠，從自己招募的新兵中挑選了心腹徐達、湯和等二十四人離開濠州了，這些人就是最早追隨朱元璋打天下的將領，史稱明初淮西二十四將。
- 張士誠於高郵（江蘇省高郵縣）樹立政權，號大周，年號天佑。
- 脱脱被派往討伐高郵張士誠叛軍；正酣戰即將攻陷张士誠驻守的高邮城之際，为朝中弹劾，功虧一簣，張士誠部趁機反擊，大敗元軍。
- 盧森堡升格為公國。
- 鄂圖曼帝國佔領加里波利半島，在歐洲大陸上開闢第一個橋頭堡。

## 逝世
- 黄公望——中国元代画家。
- 彭大——元朝末年淮北紅巾軍領袖。